# Каратель: Грязная стирка
«Каратель: Грязная стирка» (англ. The Punisher: Dirty Laundry), также известный как «Грязная стирка» (англ. Dirty Laundry) — американский  короткометражный фан-фильм 2012 года, основанный на комиксах издательства Marvel Comics о Карателе. Главные роли исполнили Томас Джейн и Рон Перлман. Является неофициальным сиквелом фильма «Каратель» 2004 года, в котором Джейн исполнил главную роль; для Рона Перлмана «Грязная стирка» также не первый связанный с Marvel проект: ранее он появлялся в образе вампира Дитера Рейнхардта в «Блэйде 2». Продюсером выступил Ади Шанкар, а режиссёром — Фил Джоану. Фильм был показан на San Diego Comic-Con International 2012 года и получил в целом положительные отзывы.

## Сюжет
Фрэнк Касл просыпается в своём фургоне в захудалом районе города, чтобы отнести грязное белье в прачечную. По дороге к ней Фрэнк становится свидетелем нападения бандитов на проституток. Златозуб, лидер банды, ведёт одну из них в переулок, где избивает и насилует. Фрэнк, который слышит крики женщины издалека, продолжает заниматься своими делами и кладёт бельё в стиральную машину.
Через несколько минут мальчик по имени ДеШон пересекает район и подвергается преследованиям со стороны банды. Златозуб предлагает мальчику продавать для него наркотики. Когда ДеШон отказывается, члены банды начинают его грабить. После небольшого диалога с Златозубом, Фрэнк идёт в винный магазин через улицу, чтобы купить бутылку Yoo-hoo. Там продавец-инвалид по имени Большой Майк рассказывает ему, что два года назад он был свидетелем подобной ситуации и, попытавшись вмешаться, остался на всю жизнь калекой.
Фрэнк платит за Yoo-hoo и покупает бутылку Jack Daniel's, с помощью которой забивает насмерть некоторых членов банды, а остальных убивает при помощи их же пистолетов и ножей. Затем Касл ломает Златозубу правую руку и обе ноги, прежде чем спросить его, знает ли он, в чём заключается разница между правосудием и наказанием, после чего выливает на головореза виски. Фрэнк достаёт зажигалку и кладёт её на землю, прежде чем вернуться в прачечную.
Избитая проститутка возвращается на место происшествия, чтобы взять зажигалку и поджечь лидера банды, в то время как Фрэнк возвращается к своему фургону с постиранным бельём. ДеШон подходит к нему, чтобы вернуть футболку, которую он уронил, но Фрэнк отдаёт её юноше. Когда Фрэнк уезжает, ДеШон разворачивает футболку, на которой видит символ Карателя.

## В ролях
| Актёр           | Роль                  |
| --------------- | --------------------- |
| Томас Джейн     | Фрэнк Касл / Каратель |
| Рон Перлман     | Большой Майк          |
| Шеннон Коллис   | Проститутка           |
| Джек Голденберг | Швейцар               |
| Сэмми Ротиби    | Златозуб              |
| Брэнди Стегер   | Девушка               |
| Карлин Уолкер   | ДеШон                 |

## Производство
Фильм стал первым медиа продуктом, в котором демонстрировался созданный Тимом Брэдстритом логотип Карателя. В 2012 году, Томас Джейн представил фильм на панели RAW Studios во время San Diego Comic-Con International. Своё участие в проекте Джейн объяснил в комментарии на Youtube:
Я хотел снять фанатский фильм о персонаже, которого всегда любил и в которого верил, — любовное письмо Фрэнку Каслу и его фанатам. Это был невероятный опыт, когда все участники проекта тратили своё время просто ради удовольствия. Было круто быть частью всего этого от начала до конца. Мы надеемся, что друзья Фрэнка получат такое же удовольствие от просмотра, как и мы от его создания.

## Критика
Айван Кандер из Shortoftheweek.com назвал фильм «любовным письмом» персонажу Карателя. По мнению рецензента, фильм «доказывает, что фанатские фильмы больше не являются лишь творчеством сумасшедших гиков, бегающих со своими домашними видеокамерами». Он критиковал фильм за довольно незамысловатый сюжет и предсказуемый исход для злодея, но похвалил производственную ценность.
Крис Симс из ComicsAlliance заявил, что «в нём [короткометражном фильме] главный герой показан на стыке фильма «Каратель» 2004 года и комиксов, поскольку в картине 2004 года Карателя больше заботила месть, а не помощь простым людям.
Брэд Бревет из Comingsoon.net раскритиковал использование музыки Ханса Циммера и Джеймса Ньютона Ховарда из картины «Тёмный рыцарь» 2008 года, особенно в первые минуты фильма, когда главный злодей появляется под музыку, играющую из его автомобильной стереосистемы, но заявил, что в остальном короткометражный фильм был крепким.
Джон Бернтал, который исполнил роль Фрэнка Касла в Кинематографической вселенной Marvel, вдохновлялся игрой Джейна в короткометражном фильме.

## Награды
Фильм был номинирован на премию Webby Awards в категории « Онлайн-фильмы и видео, драма: полнометражный метр или сериал» и вошёл в список «5 лучших сюрпризов 2012 года» по версии Collider.
В 2016 году ScreenGeek.net назвал его лучшим фанатским фильмом, основанных на комиксах, и заявил, что «Грязная стирка» произвела революцию в мире фанатского киносообщества.

## Сиквел
В интервью для Inverse, Ади Шанкар рассказал, что изначально планировалось продолжение «Грязной стирки», в котором должна была появиться «Леди Каратель» в исполнении бойца ММА и актрисы Джины Карано. Томас Джейн собирался вернуться к роли Фрэнка Касла в продолжении, а Уэйн Крамер выступил бы сценаристом. Тем не менее, Шанкар не исключил производство сиквела в будущем.